# Pandanus
Genre
Classification phylogénétique
Pandanus est un genre de plantes arbustives appartenant à la famille des Pandanaceae. Ce genre comprend de nombreuses espèces réparties autour de la ceinture tropicale, de l'Afrique à l'Océanie dans des habitats variés (subaquatique à sec).
Avec le cocotier, les nombreuses espèces de Pandanus, aussi appelées baquois, ou fara en tahitien, sont sans doute les « arbres » les plus utiles des océans Pacifique et Indien. Leur aspect étrange a toujours frappé les voyageurs européens. Comme toute plante monocotylédone, ce ne sont pas de vrais arbres et leur tige n'est pas un vrai tronc. Cette tige ou faux-tronc, d’un diamètre sensiblement égal du sommet à la base, est recouverte d’une écorce lisse et marbrée. De nombreuses racines adventives  aux rameaux mais terminées par un germe vert s’en détachent en des points variables. Elles se dirigent vers le sol qu’elles n’atteignent souvent qu’après un long trajet ; leur ensemble forme alors un faisceau pyramidal qui semble soutenir la tige. Les forêts de Pandanus sont appelées des pandanaies.
Bien que les Pandanus soient répandus dans toutes les îles du Pacifique tropical et dans l'arc antillais, les îles basses de la Polynésie et de la Micronésie constituent leur terrain de prédilection : le fara en langues polynésiennes couvre les atolls les plus déshérités. Certaines espèces sont cultivées, propagées facilement au moyen des bourgeons qui se forment spontanément aux aisselles des feuilles inférieures ; le fruit peut également flotter et se répandre sans l'aide de l'homme. Ces feuilles servaient aux toitures autrefois. Elles sont également utilisées dans la vannerie et la chapellerie.

## Caractéristiques
Le Pandanus est un arbuste qui peut atteindre 12 m de hauteur, et se distingue par ses racines échasses, son tronc épineux et ses feuilles dotées d’épines disposées en spirale de 2 m de longueur.
Les jeunes racines échasses sont appelées en tahitien « ure fara » (sexe de pandanus) en raison de leur ressemblance avec l’organe sexuel masculin.
Les fleurs mâles sont de couleur blanche et réunies en inflorescences pendantes enveloppées dans des bractées odorantes blanches, appelée « Hinano ».
Le fruit peut mesurer 25 cm de diamètre. Il est composé de drupes de couleur vert virant au jaune-rouge en mûrissant.

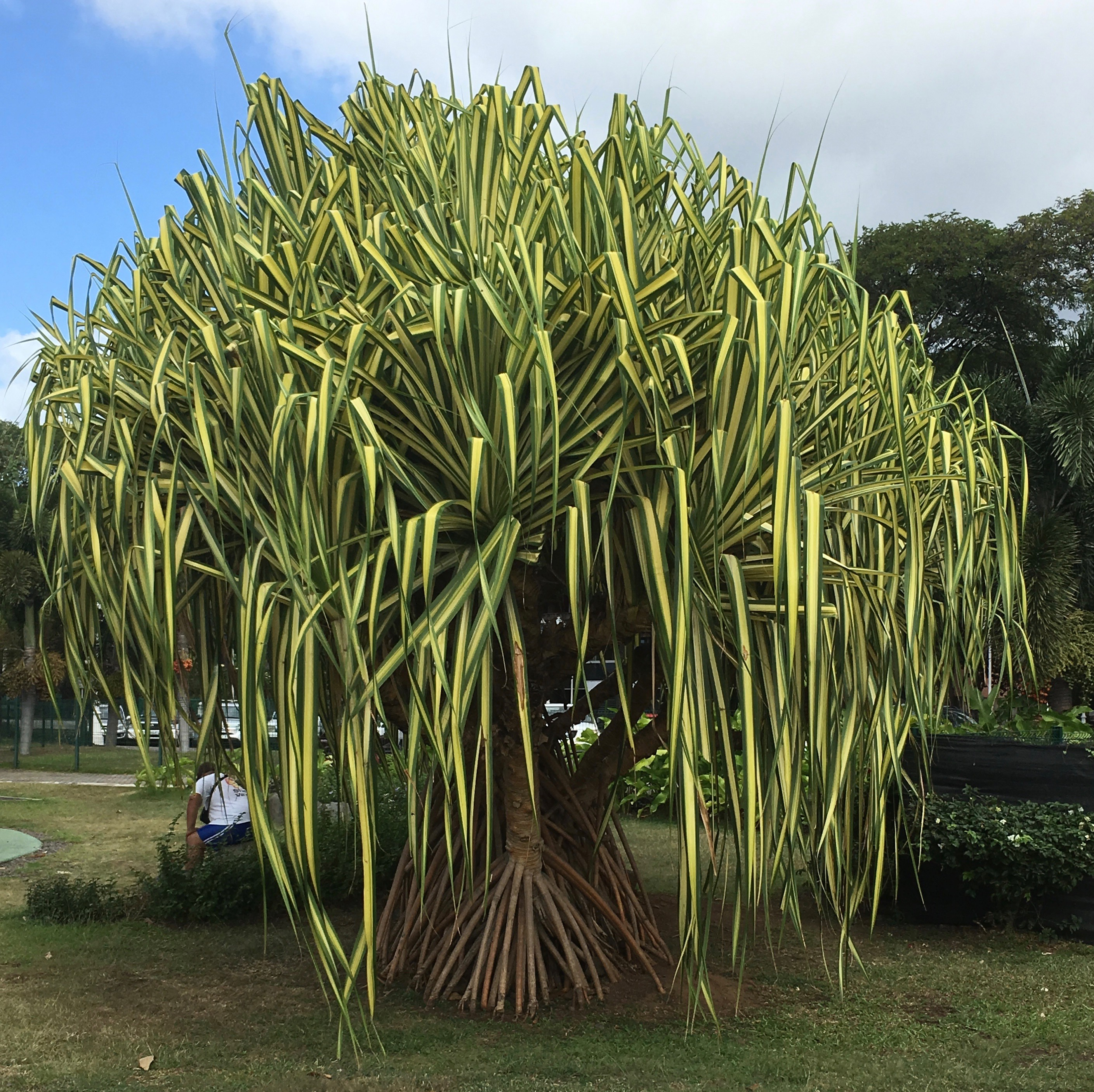
Pandanus.
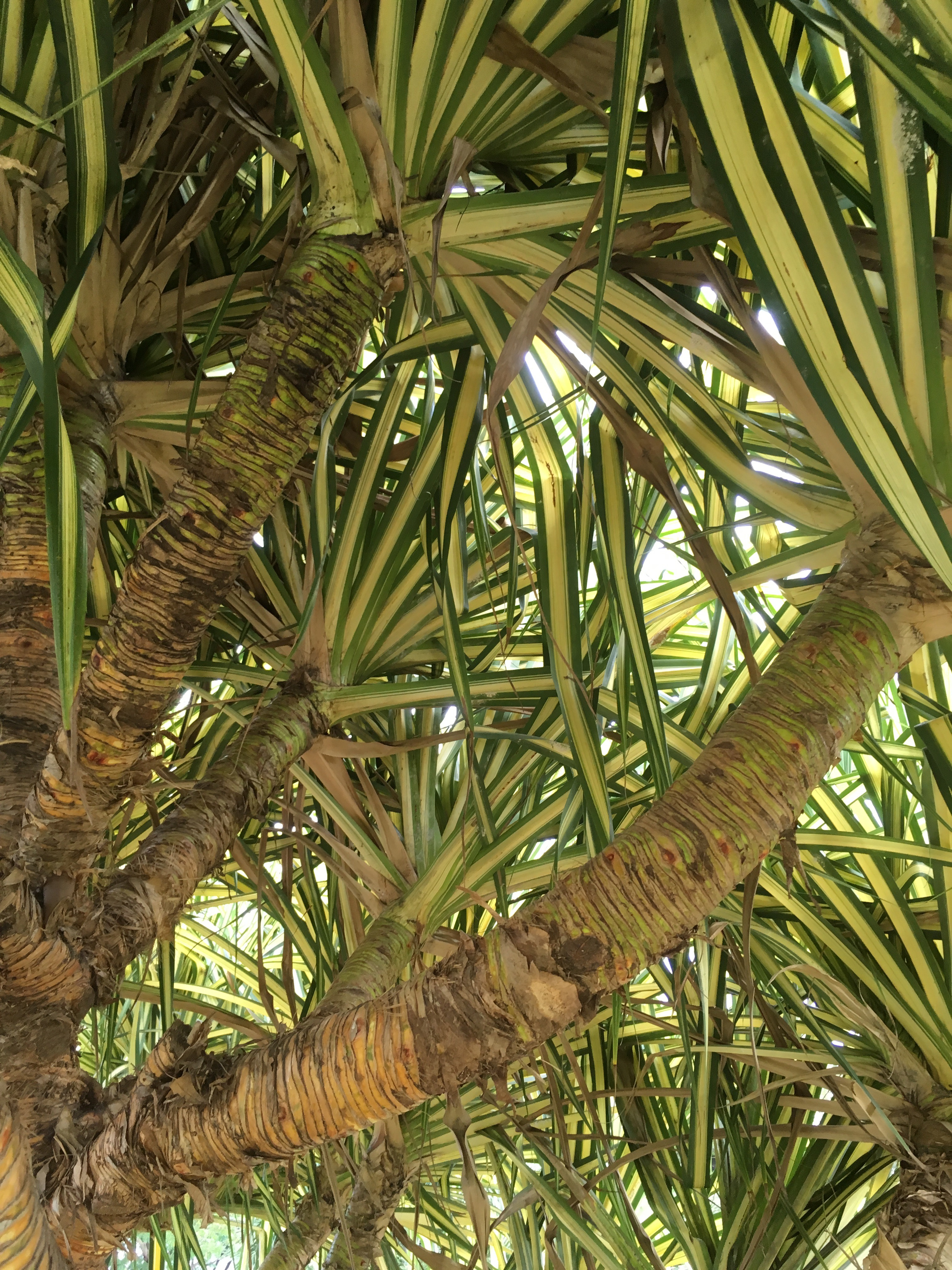
Feuilles de pandanus.
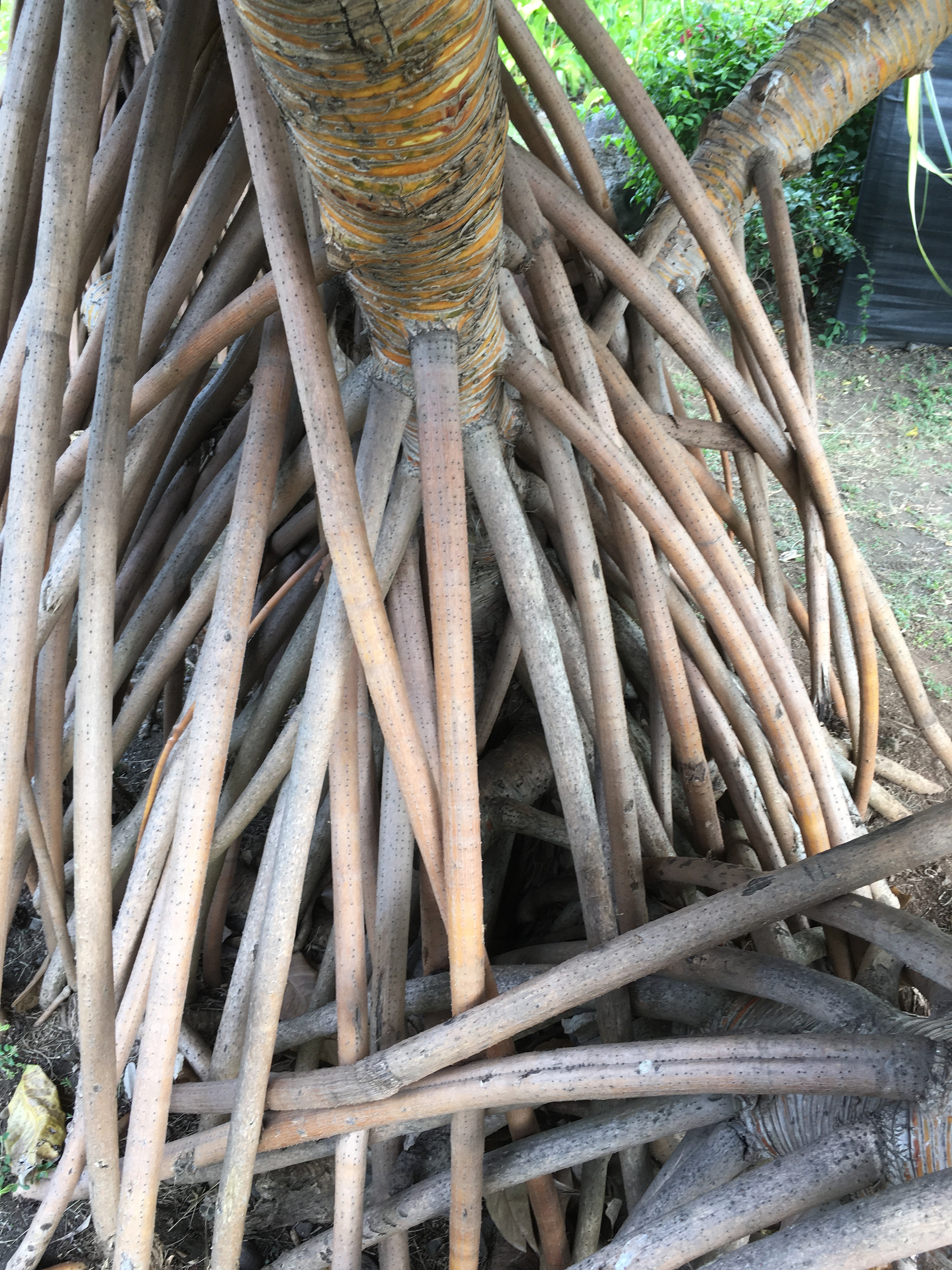
Racines de pandanus.
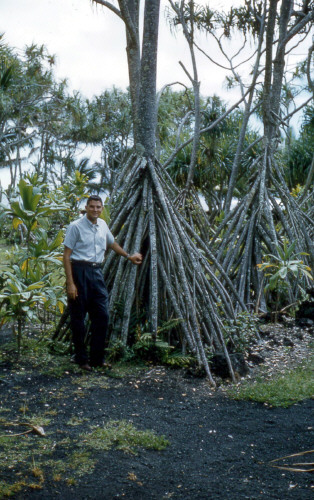
Racines en faisceau  pyramidal jouant le rôle de contreforts (Hawaï).
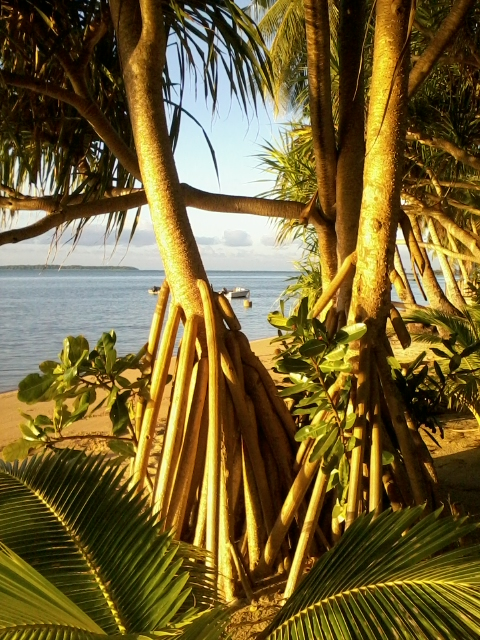
Pandanus poussant sur une plage (Vailala (Wallis).

## Les utilisations
Les utilisations de la feuille et du fruit concernent dans de nombreuses régions, les objets de vannerie, des vêtements et des colliers, les toitures) et des usages alimentaires ou cosmétiques.

### La vannerie

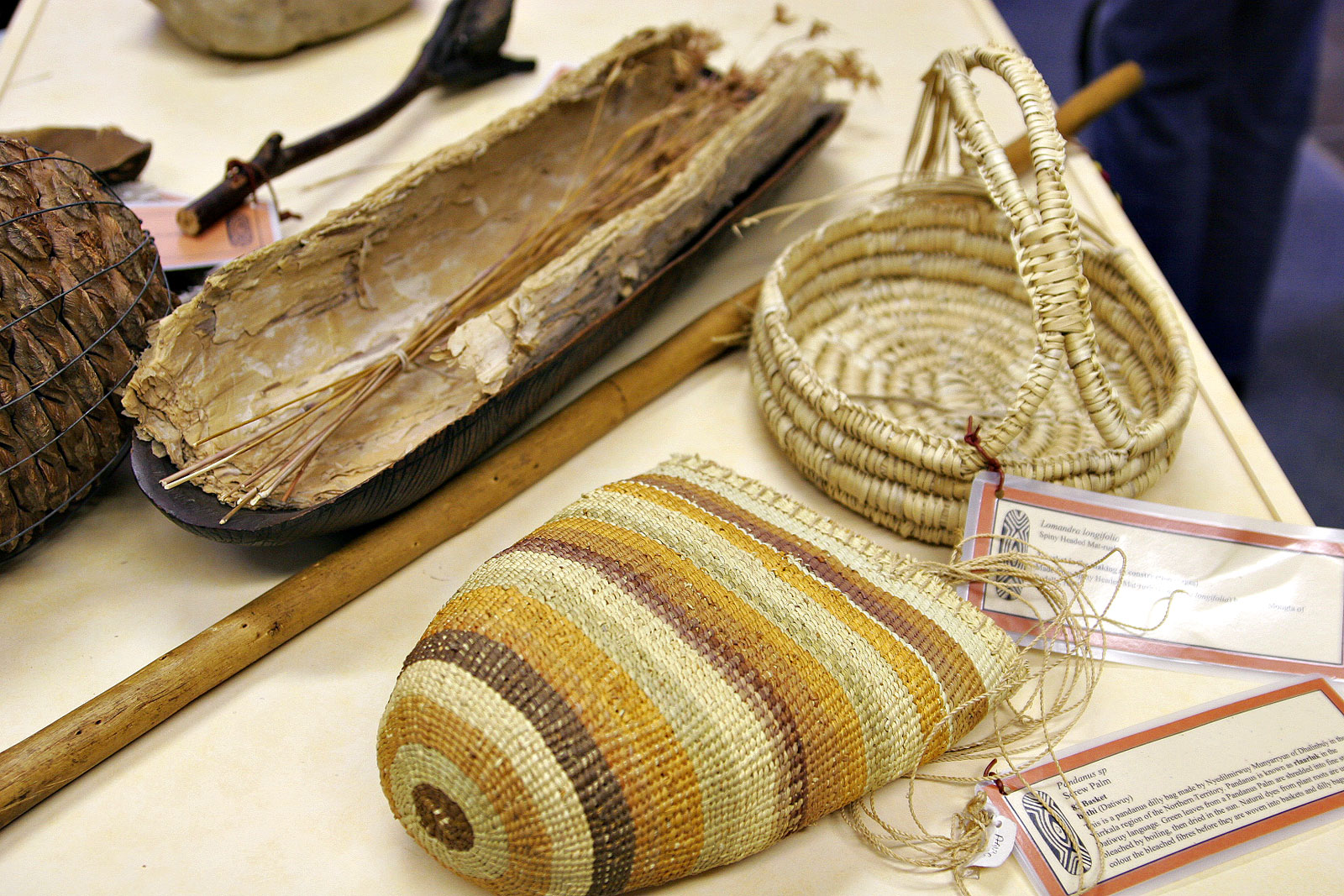
Travaux de vannerie des femmes aborigènes australiennes.
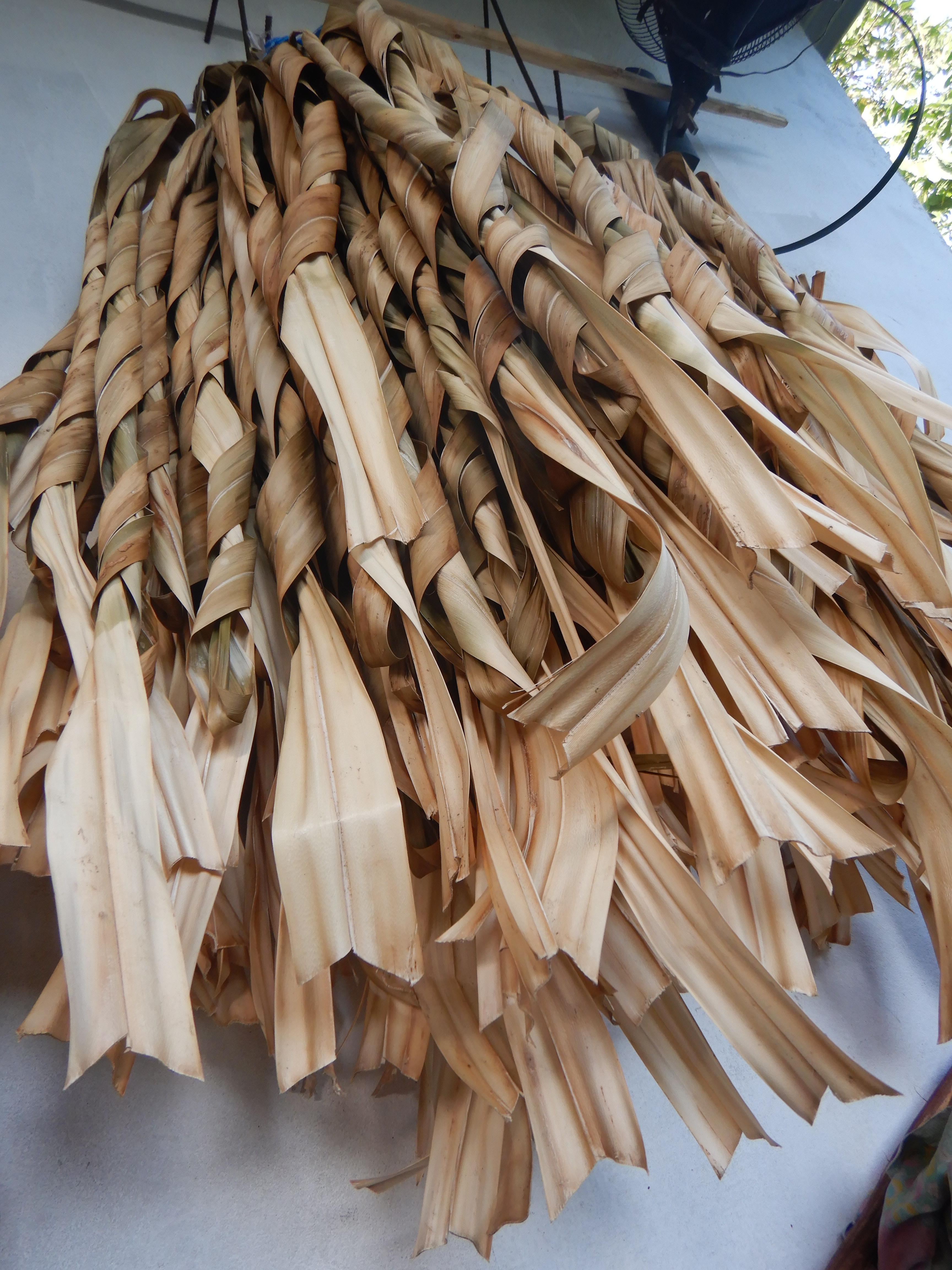
Séchage des feuilles du pandanus à Futuna avant de pouvoir le travailler.
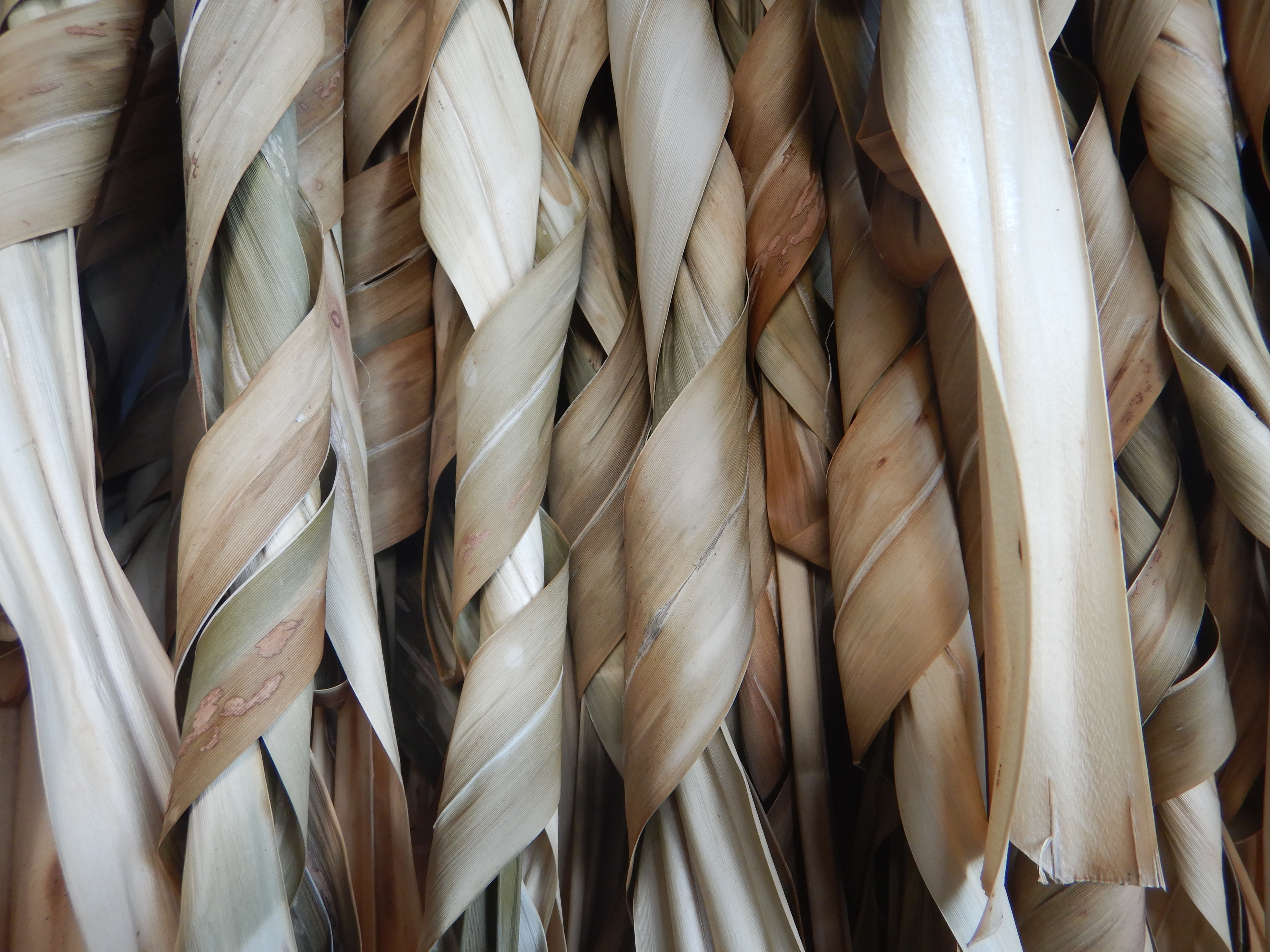
Lissage des feuilles de pandanus à Futuna.
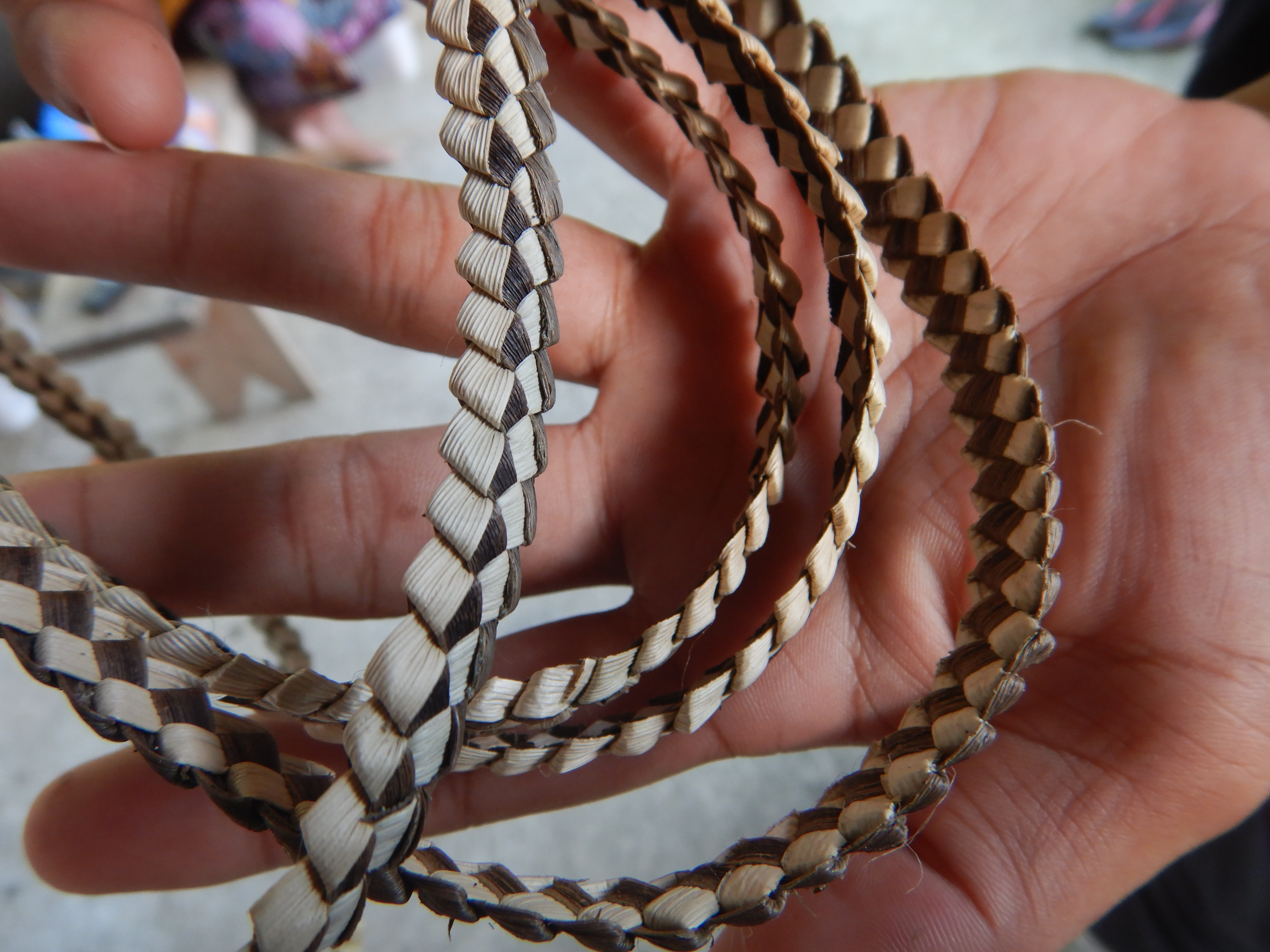
Décorations en pandanus tressé à Futuna.

Les femmes aborigènes australiennes des régions non désertiques[Où ?] réalisent des travaux de vannerie très élaborés à partir de fibres de pandanus, en particulier des étuis et des sacs (dilly bags, dilly pour "pandanus" et "sac" en langue Yagara[réf. nécessaire]) pour les chasseurs-collecteurs. Certains sacs tressés "serrés" sont même étanches : ils peuvent ainsi servir pour rapporter de l'eau, du miel de brousse, etc. À l'occasion du tournage du film australien Ten canoes (titre français : 10 canoës, 150 lances et 3 épouses) de Rolf de Heer (2006), les actrices et les femmes de leur famille tinrent à reprendre les techniques ancestrales de tissage d'objets usuels en fibres de pandanus pour les faire figurer dans le film[réf. nécessaire].
En Polynésie française, les feuilles de pandanus sont tressées pour former des rouleaux de pae’ore qui servent de support aux ceintures des costumes de danse tahitienne.
À Tonga et aux Fidji, le ta’ovala peut être confectionné à partir de feuilles de pandanus découpées en bandes plus ou moins larges selon l'usage. Le pandanus est également utilisé à Wallis-et-Futuna.
En Nouvelle-Calédonie, les nattes de pandanus font partie des offrandes coutumières kanak. Les nattes de Houaïlou étaient autrefois réputées.

### L'habitat

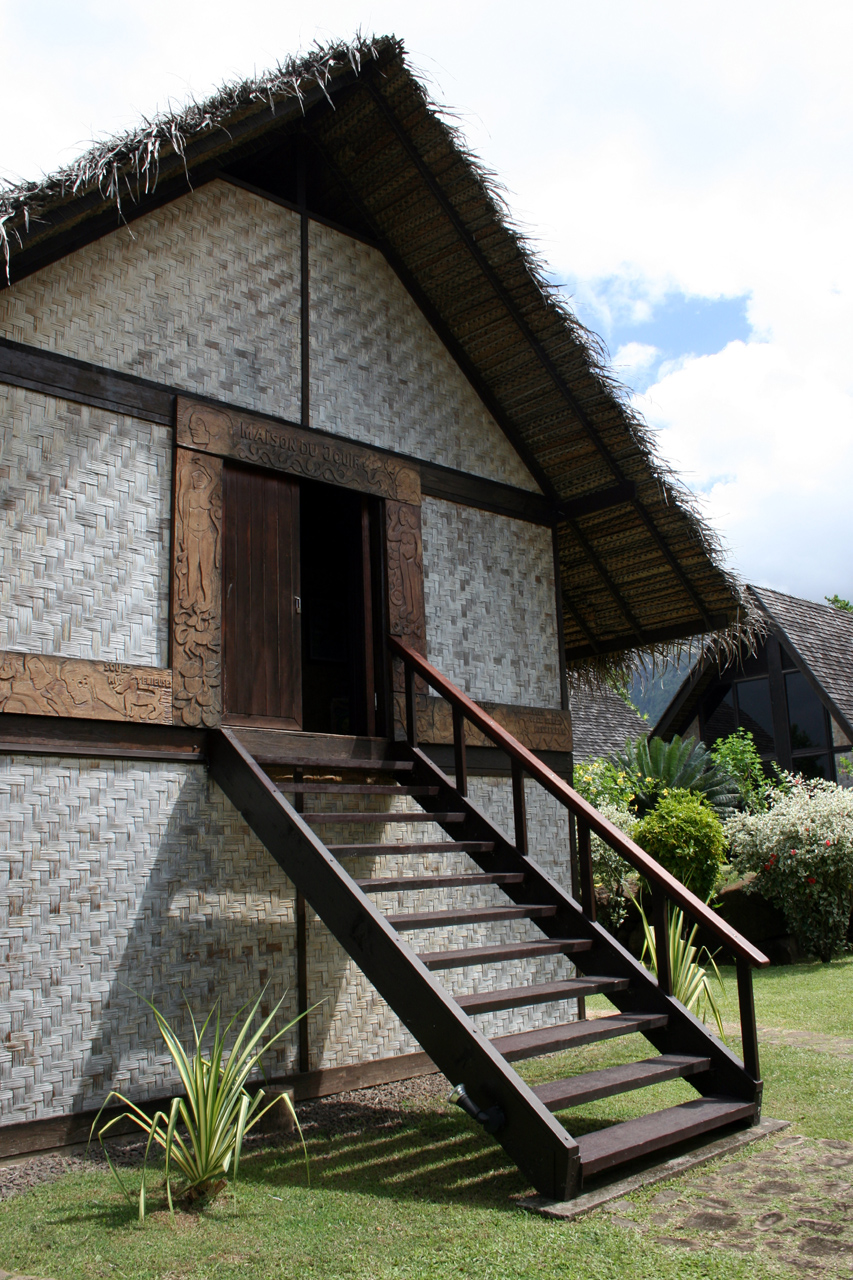
Habitat traditionnel en pandanus, reconstitution de la Maison du Jouir de Gauguin à Atuona, Hiva Hoa, Marquises

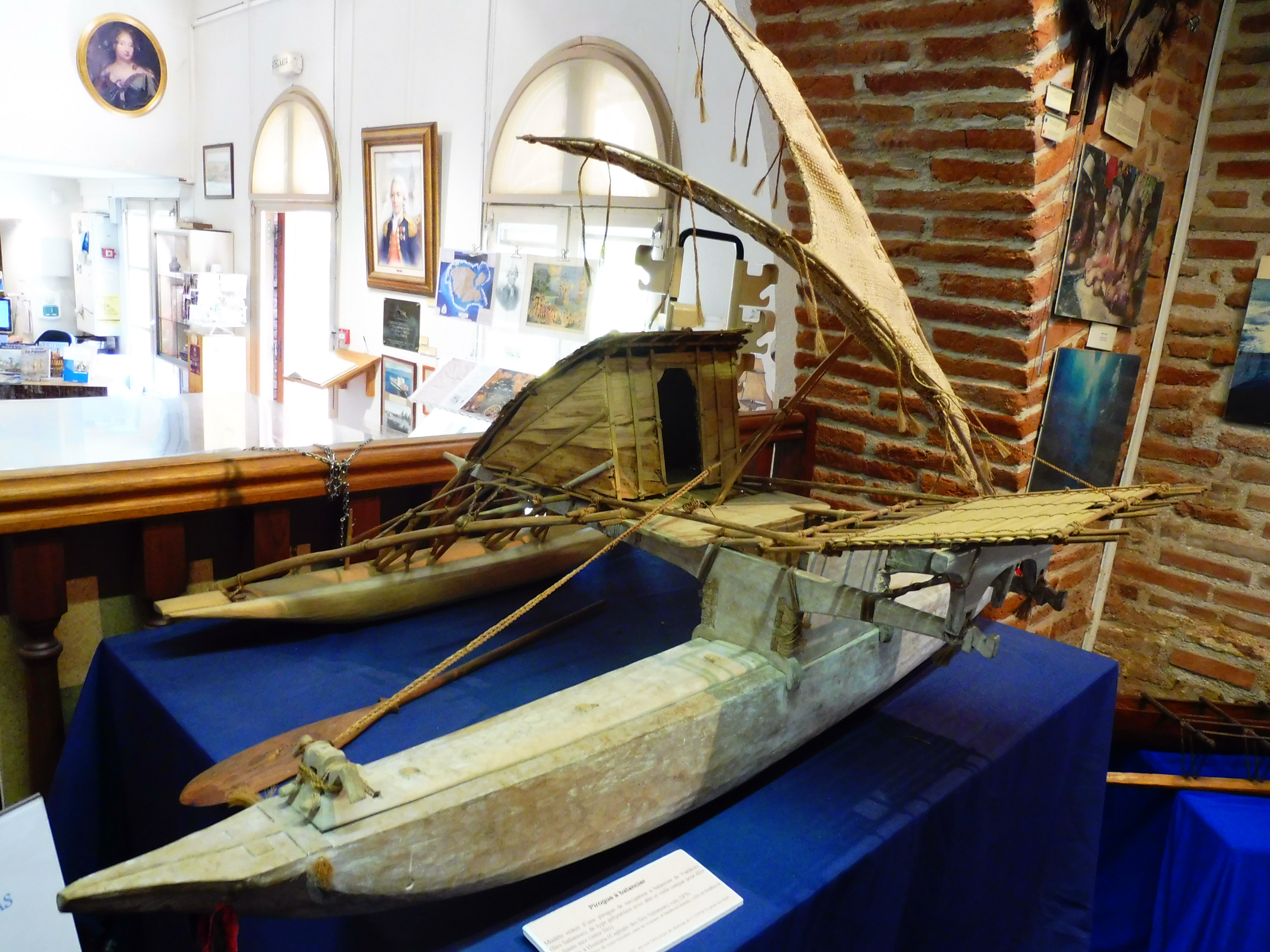
Voile en feuilles de pandanus tressées, pirogue polynésienne, musée Lapérouse d'Albi

.
.

### Les parures

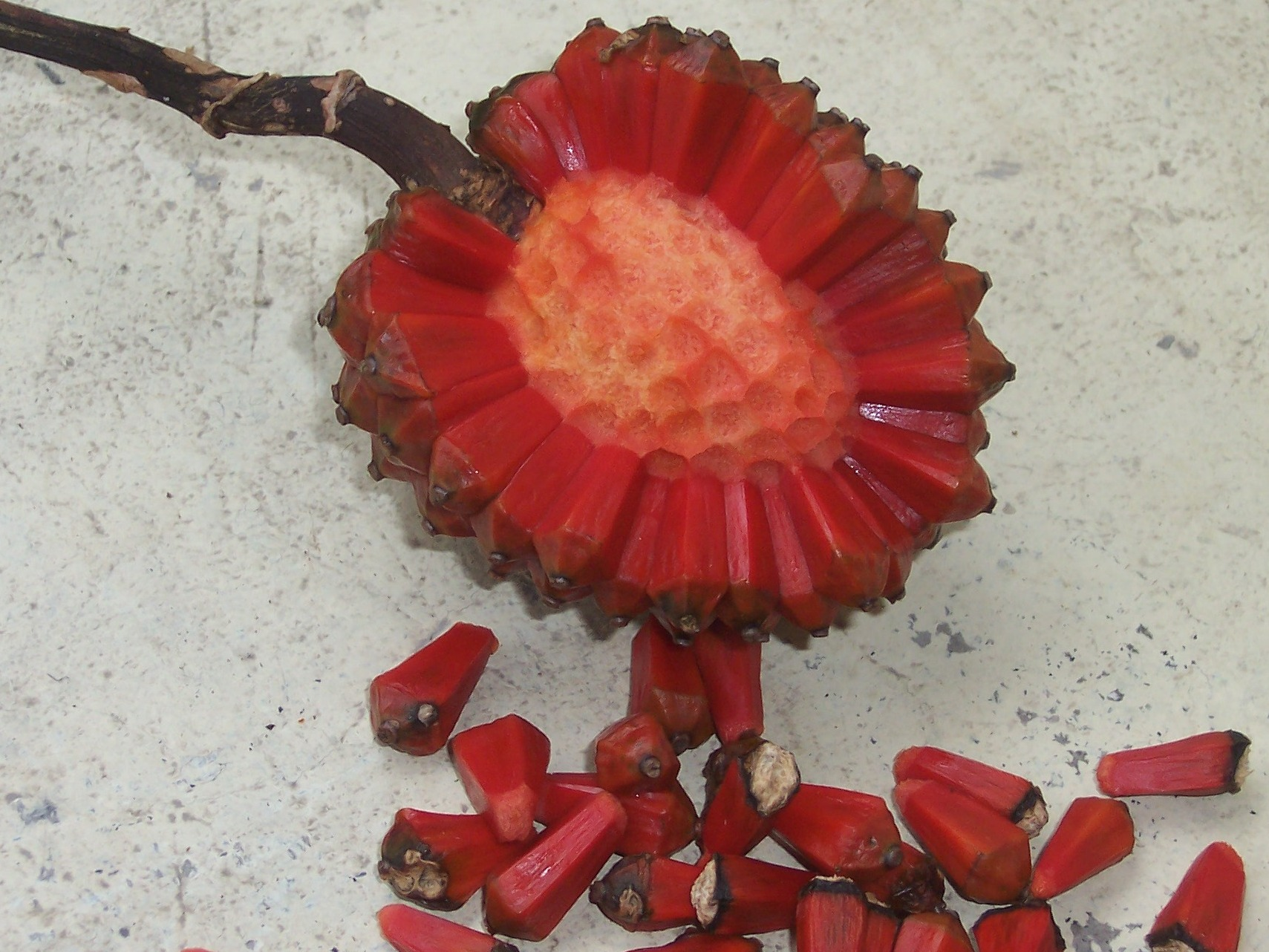
Infrutescence et drupes (Pandanus montanus) qui peut servir de perles d'un collier de bienvenue dans le Pacifique Sud.

Les drupes (éléments du fruit) parfumées servent à faire des colliers ou des couronnes lors des fêtes.

### Les usages alimentaires

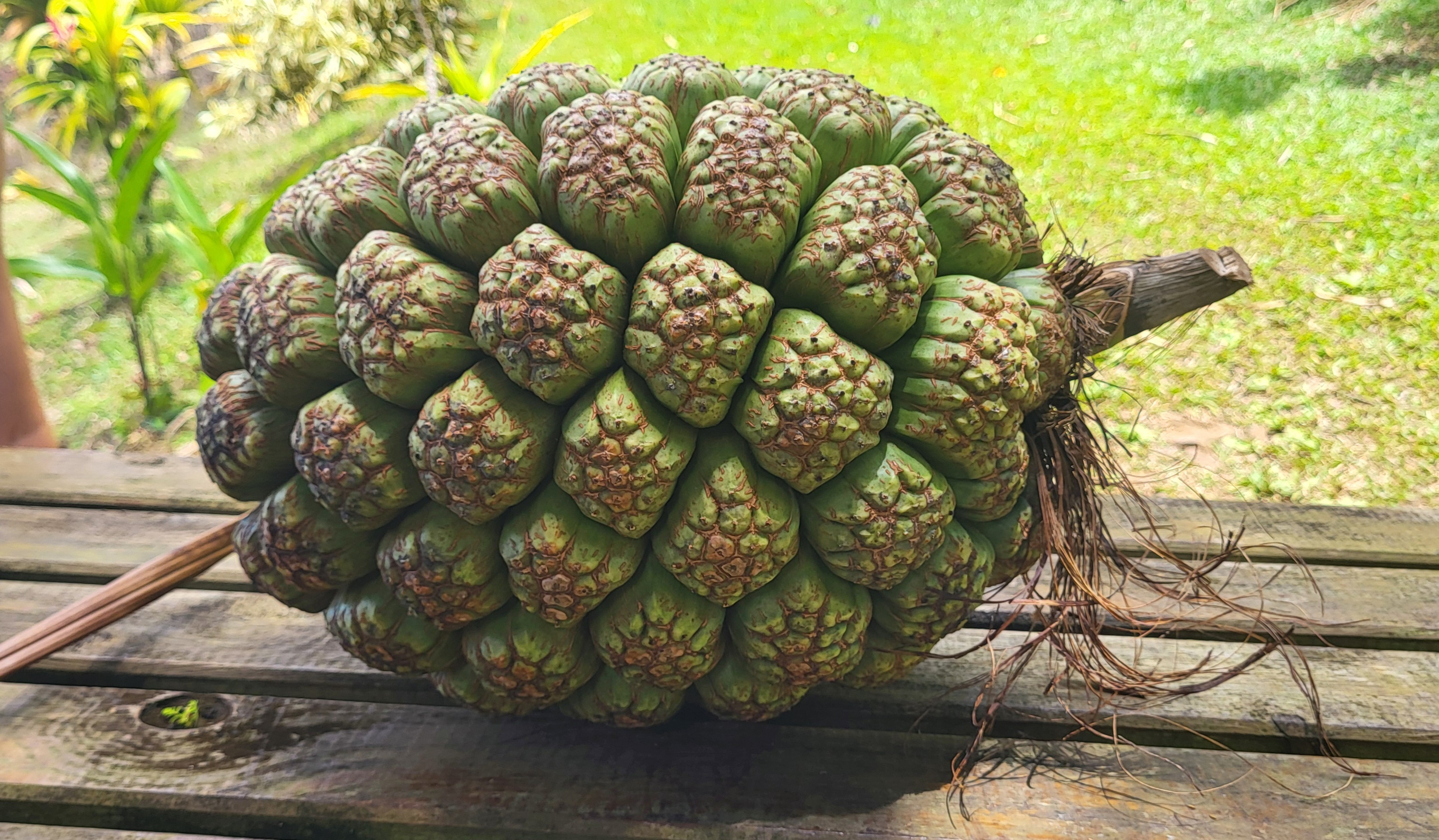
Gros fruit comestible d'un Pandanus tectorius.

Les fruits, nommés galipes, se conservaient facilement et étaient mangés cuits en cas de disette. Si, de nos jours, plus personne ne consomme du pandanus en Polynésie française, en revanche le fruit est encore mangé aux Kiribati, aux Îles Marshall et aux Îles Cook où le nombre d'espèces et de variétés est bien plus grand. Aux îles Marshall, les locaux font sécher la purée extraite du pandanus sur des plaques de métal maintenues au soleil pendant plus d'une semaine. Une fois séchée, la pâte est roulée et emballée dans des feuilles de pandanus. De cette façon, la purée de pandanus se conserve beaucoup plus longtemps. Les vacoas retrouvent la même utilisation à la Réunion. Les feuilles de Pandanus amaryllifolius sont également utilisées en Asie du Sud-Est pour parfumer des préparations sucrées comme le riz, la nata de coco ou d'autres comme les crêpes au pandanus réputées dans toute l'Indonésie.
Elles servent aussi en additif alimentaire appelé : essence de pandan. La fleur mâle de Pandanus odoratissimus, distillée, produit une huile essentielle connue en Asie du Sud sous le nom de kewra. Celle-ci connaît un usage culinaire surtout en Inde du Nord, au Bangladesh et au Pakistan, où elle parfume les pâtisseries, des boissons telles que le sharbat, et ajoutée aux confitures et conserves. C'est un aromate particulièrement associé aux cuisines lucknowie ou awadhie, hyderabadie et moghole (mughlai), servant parfois à parfumer des plats de riz tels que le biryani.

### Les usages cosmétiques
Neuf espèces en Polynésie française présentent des feuilles plus utilisées (toitures, vannerie) que les fruits.  Les paysannes indonésiennes utilisent également le pandanus comme savon pour les pieds[réf. nécessaire]. Les hommes parfument leur sexe avec du pandanus flétri et bouilli[citation nécessaire]. Les femmes mahoraises (de Mayotte) utilisent la fleur très parfumée, appelée mgu, comme invitation intime à l'amour, soit comme composante d'un onguent pour le corps, soit seule pour parfumer les draps de la séductrice. Cependant, si le mâle reste rétif à l'acte d'amour, la femme n'hésite pas à frotter le pandanus sur l'ensemble des murs et de la façade de la hutte en bambou[réf. nécessaire]. Le kewra, essence de la fleur de Pandanus odoratissimus, connaît aussi un usage en parfumerie.

## Les représentations artistiques

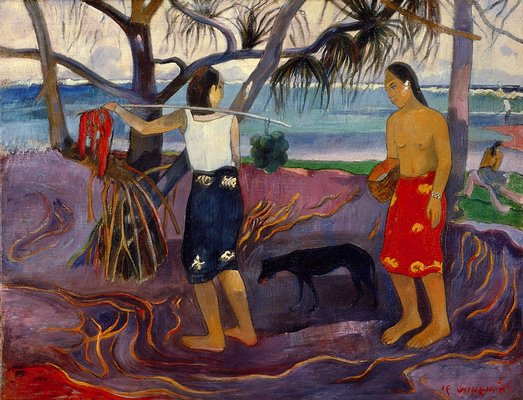
Paul Gauguin, I raro te Oviri - Sous les pandanus I.

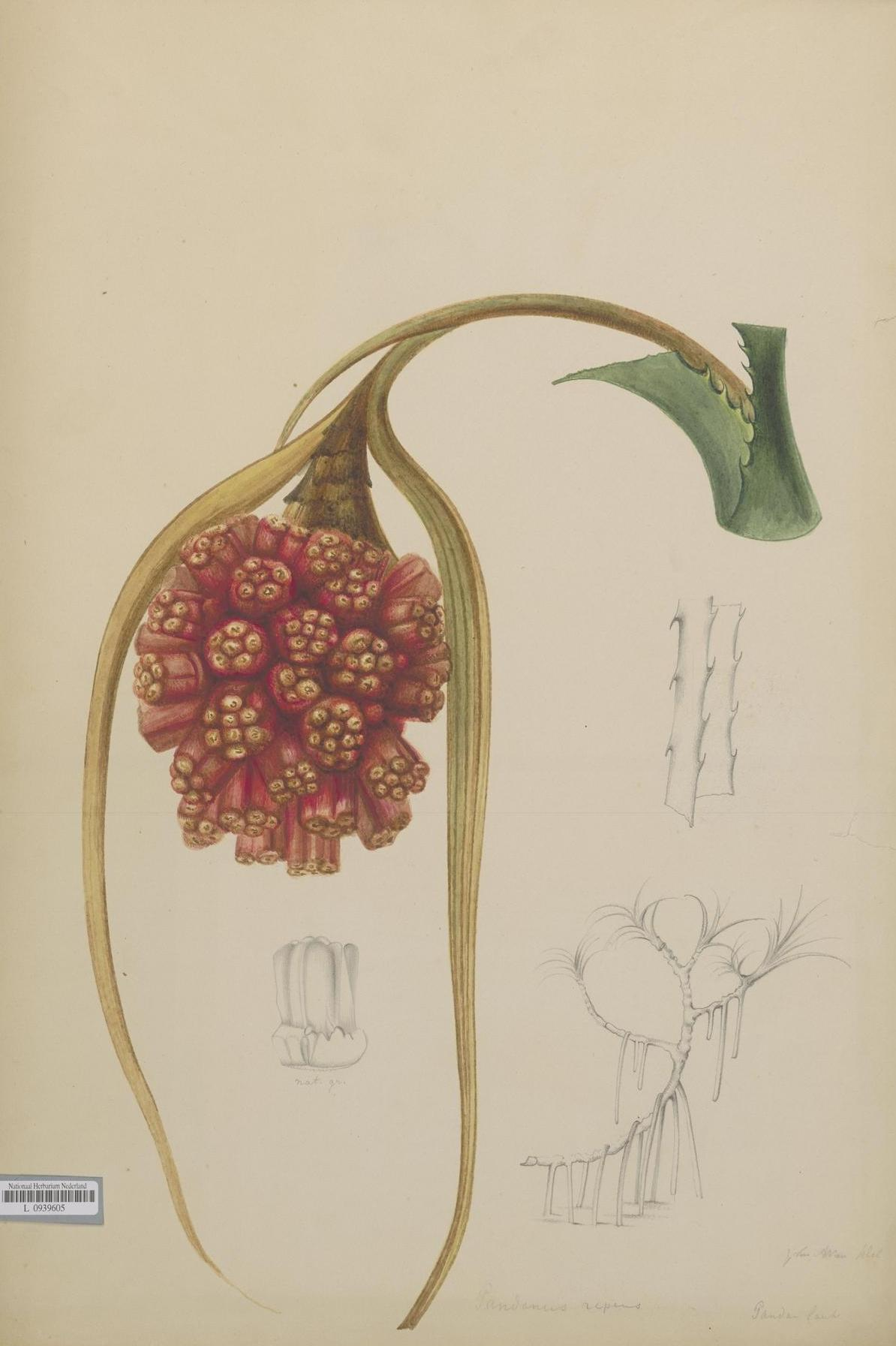
J. van Aken, Pandanus repens, 186-1870.

En 1891, Paul Gauguin a peint I raro te Oviri - Sous les pandanus I.

## Quelques espèces (liste non exhaustive)
- Pandanus affinis
- Pandanus aimiriikensis Martelli
- Pandanus aldabraensis H.St.John

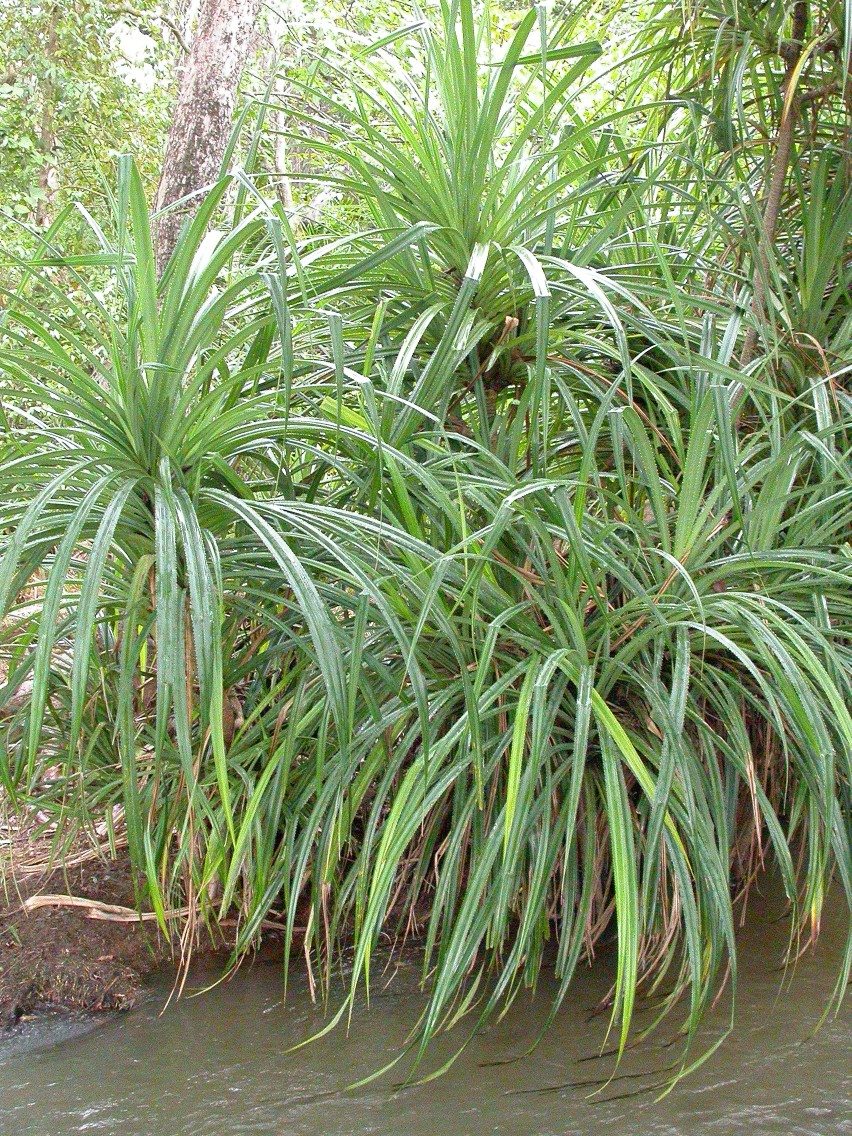
Pandanus candelabrum.

- Pandanus altissimus Solms-Laub. (Nouvelle-Calédonie)
- Pandanus amaryllifolius Roxb. ex Lindl.
- Pandanus aquaticus F. Muell
- Pandanus aragoensis Solms-Laub. (Nouvelle-Calédonie)
- Pandanus atrocarpus
- Pandanus austrosinensis
- Pandanus balansae Solms-Laub. (Nouvelle-Calédonie)
- Pandanus balfourii
- Pandanus baptistii
- Pandanus barkleyi (en)
- Pandanus bernardii H.St.John (Nouvelle-Calédonie)
- Pandanus boninensis Warb.
- Pandanus boninensis Warb.
- Pandanus butayei Bas-Congo (de René Butaye)
- Pandanus canaranus
- Pandanus candelabrum P.Beauv.
- Pandanus carmichaelii R.E.Vaughan & Wiehe
- Pandanus ceylanicus Solms
- Pandanus christmatensis Martelli
- Pandanus clandestinus Stone (Nouvelle-Calédonie)
- Pandanus cominsii Hemsl.
- Pandanus conglomeratus Balf.f.
- Pandanus conoideus Lam.
- Pandanus copelandii
- Pandanus crassilix Huynh
- Pandanus decastigma B.C.Stone (Nouvelle-Calédonie)
- Pandanus decipiens Martelli
- Pandanus decumbens Solms (Nouvelle-Calédonie)
- Pandanus drupaceus Thou.
- Pandanus dubius Sprengel
- Pandanus elatus Ridl.
- Pandanus eydouxiaBalf.f
- Pandanus fanningensis H.St.John
- Pandanus fascicularis
- Pandanus forsteri C.Moore & F.Muell.
- Pandanus furcatus Roxb.
- Pandanus gabonensis Huynh
- Pandanus glaucocephalus R.E.Vaughan & Wiehe
- Pandanus graminifolius
- Pandanus gressitii
- Pandanus halleorum B.C.Stone
- Pandanus heterocarpus, le vacoa parasol de l'île Rodrigues
- Pandanus humilis
- Pandanus iceryi
- Pandanus incertus (en)
- Pandanus japensis Martelli
- Pandanus joskei Horne ex Balf.f.
- Pandanus julianettii Martelli
- Pandanus kaida Kurz
- Pandanus kajui Beentje
- Pandanus kanehirae Martelli
- Pandanus labyrinthicus
- Pandanus lacuum H.St.John (Nouvelle-Calédonie)
- Pandanus latiloculatus Huynh
- Pandanus laxespicatus Martelli
- Pandanus leram
- Pandanus linguiformis
- Pandanus livingstonianus Rendle
- Pandanus luzonensis
- Pandanus mackeei H.St.John (Nouvelle-Calédonie)
- Pandanus macrocarpus (Brongn.) Solms-Laub. (Nouvelle-Calédonie)
- Pandanus macrojeanneretia Martelli
- Pandanus microcarpus Balf.f. (île Maurice),
- Pandanus montanus, le vacoa des montagnes de l'île de la Réunion
- Pandanus multispicatus Balf.f.
- Pandanus neocaledonicus Martelli (Nouvelle-Calédonie)
- Pandanus nepalensis
- Pandanus oblongus (Brongn.) Solms-Laub. (Nouvelle-Calédonie)
- Pandanus obsoletus (sv)
- Pandanus odoratissimus, le kaitha du Golfe du Bengale
- Pandanus odoratus
- Pandanus odorifer (Forssk.) Kuntze
- Pandanus palawensis Martelli
- Pandanus palustris Thouars (île Maurice)
- Pandanus pancheri (Brongn.) Solms-Laub. (Nouvelle-Calédonie)
- Pandanus parvicentralis Huynh
- Pandanus parvus
- Pandanus patina Martelli
- Pandanus pedunculatus R. Br.
- Pandanus polycephalus
- Pandanus prostratus Balf.f.
- Pandanus punicularis
- Pandanus purpurascens ou vacoa des Hauts
- Pandanus pygmaeus
- Pandanus pyramidalis Barkli. ex Balf.f. (île Maurice)
- Pandanus reticulatus Vieill. (Nouvelle-Calédonie)
- Pandanus rigidifolius R.E.Vaughan & Wiehe
- Pandanus sanderi
- Pandanus sechellarum Balf.f.
- Pandanus serpentinicus H.St.John (Nouvelle-Calédonie)
- Pandanus simplex Merr. (Philippines)
- Pandanus spathulatus Martelli
- Pandanus sphaerocephalus (Brongn.) Solms-Laub. (Nouvelle-Calédonie)
- Pandanus spiralis R.Br.
- Pandanus sylvestris ou petit vacoa
- Pandanus taveuniensis
- Pandanus tectorius Parkinson ex Zucc., le hala de l'Océan Pacifique
- Pandanus tenuifolius Balf f.
- Pandanus tenuimarginatus Huynh
- Pandanus teuszii Warb.
- Pandanus thomensis (Sao Tomé-et-Principe)
- Pandanus tonkinensis B.C.Stone
- Pandanus tomilensis ou kanehira
- Pandanus utilis Bory  ou vacoa
- Pandanus vandermeeschii Balf.f.
- Pandanus veitchii Hort. Veitch. ex Masters. & T.Moore
- Pandanus verecundus Stone (Nouvelle-Calédonie)
- Pandanus vieillardii Martelli (Nouvelle-Calédonie)
- Pandanus viscidus (Brongn.) Solms-Laub. (Nouvelle-Calédonie)